# Plectrocnemia kalachorum
Plectrocnemia kalachorum är en nattsländeart som beskrevs av Schmid 1961. Plectrocnemia kalachorum ingår i släktet Plectrocnemia och familjen fångstnätnattsländor. Inga underarter finns listade i Catalogue of Life.